# Mrówczan amonu
Mrówczan amonu, HCOONH
4 – związek organiczny, sól kwasu mrówkowego i amoniaku.

## Właściwości
Mrówczan amonu jest białym ciałem stałym, rozpuszczalnym w wodzie. Ma właściwości higroskopijne. pH jego wodnych roztworów waha się między 5,5 a 7,5. W podwyższonej temperaturze rozkłada się zgodnie z równaniem:
HCOONH
4 → HCOOH + NH
3

## Otrzymywanie
Można go otrzymać w reakcji kwasu mrówkowego i amoniaku:
HCOOH + NH
3 → HCOONH
4

## Toksyczność
Przy kontakcie z oczami i skórą występują podrażnienia. W wypadku spożycia występują objawy podrażnienia błon śluzowych jamy ustnej, gardła, przełyku oraz przewodu pokarmowego. Przy wdychaniu jego par może wystąpić podrażnienie górnych dróg oddechowych.

## Pierwsza pomoc
W wypadku kontaktu z oczami lub skórą należy je przemyć dużą ilością wody. Po spożyciu mrówczanu amonu należy podać choremu dużą ilością wody i spowodować wymioty. Należy również skontaktować się z lekarzem.